# デュレ・ヒル
デュレ・ヒル（Dulé Hill、1975年5月3日 - ）は、アメリカ合衆国の俳優。

## 出演作品

### 映画
- 穴/HOLES（サム）
- 合衆国壊滅/M10.5（オーウェン・ハンター）※テレビ映画
- インフィニット（アンジェロ）
- Psych 2: Lassie Come Home（バートン・“ガス”・ガスター）※テレビ映画
- ロックダウン Locked Down（2021年、デヴィッド）

### テレビシリーズ
- ザ・ホワイトハウス（チャーリー・ヤング）
- サイク/名探偵はサイキック?（バートン・“ガス”・ガスター）
- ballers/ボーラーズ（ラリー）
- SUITS/スーツ（アレックス・ウィリアムズ）